# Askskär (vid Gunnarsörarna, Hangö)
Askskär är en ö i Finland. Den ligger i Skärgårdshavet och i kommunen Hangö i den ekonomiska regionen  Raseborg i landskapet Nyland, i den sydvästra delen av landet. Ön ligger omkring 120 kilometer väster om Helsingfors.
Öns area är 3 hektar och dess största längd är 270 meter i öst-västlig riktning.